# Захарово
Захарово (на руски: Захарово) е село в Селивановски район на Владимирска област в Русия. Влиза в състава на Малишевската селска община.

## География
Селото е разположено на 10 км югоизточно от центъра на общината, село Малишево и на 29 км югозападно от районния център, работническото селище Красная Горбатка, на автомобилния път 17Н-7 Драчьово – Меленки.

## История
В селото се е намирала църквата „Йоан Богослов“, построена от помешчиците Караулови. През 1724 г. църквата изгаря и Караулови построяват нова дървена църква. През 1877 г. тя е преустроена, покривът е покрит с желязо. В края на 19 век енорията се състои от селата Захарово, Савково, Глебово, Мичково, в които по църковните сведения има 377 мъже и 394 жени. В село Захарово от 1896 г. е открито светско училище, а предното църковно-енорийско училище е закрито поради липса на помещения. В годините на съветската власт църквата е затворена.
В края на 19 – началото на 20 век селото влиза в състава на Драчьовската волост на Меленковски уезд.
От 1929 г. селото влиза в състава на Драчьовския селски съвет на Селивановски район.

## Население
| 1859 | 1926 | 2010 г. |
| ---- | ---- | ------- |
| 274  | 452  | 40      |